# Comuna Nîjno-Teple, Șceastea
Nîjno-Teple (în ucraineană Нижньо-Тепле) este o comună în raionul Șceastea, regiunea Luhansk, Ucraina, formată din satele Artema, Nîjno-Teple (reședința), Pișceane și Serednoteple.

## Demografie
Componența lingvistică a comunei Nîjno-Teple
     Rusă (85,44%)
     Ucraineană (13,54%)
     Alte limbi (0,29%)
Conform recensământului din 2001, majoritatea populației comunei Nîjno-Teple era vorbitoare de rusă (85,44%), existând în minoritate și vorbitori de ucraineană (13,54%).